# Fiat-OM série « X »
Les camions Fiat-OM série « X » est une très large gamme moyen tonnage destinée à des usages multiples, fabriquée par le constructeur italien Fiat V.I. dans les usines de sa filiale OM de Brescia à partir de 1972.
Cette gamme de véhicules sera la première de l'unification des gammes entre les différentes filiales du groupe Fiat : Fiat V.I. et OM. Cette gamme sera distribuée sous les marques Unic en France et Saurer en Suisse.
Elle remplace les Fiat 645 et 650 ainsi que la fameuse série « zoologique » OM, les Leoncino et Tigrotto notamment.
La gamme « X », entièrement nouvelle, conserve les caractéristiques des véhicules qu'elle remplace et qui en ont fait leur succès. Elle dispose de nouvelles motorisations Fiat ou de OM-Saurer. Elle bénéficie d'une toute nouvelle cabine avancée aux lignes pures et simples. Ses grandes qualités et sa faible largeur en feront un camion parmi les plus appréciés dans sa catégorie.

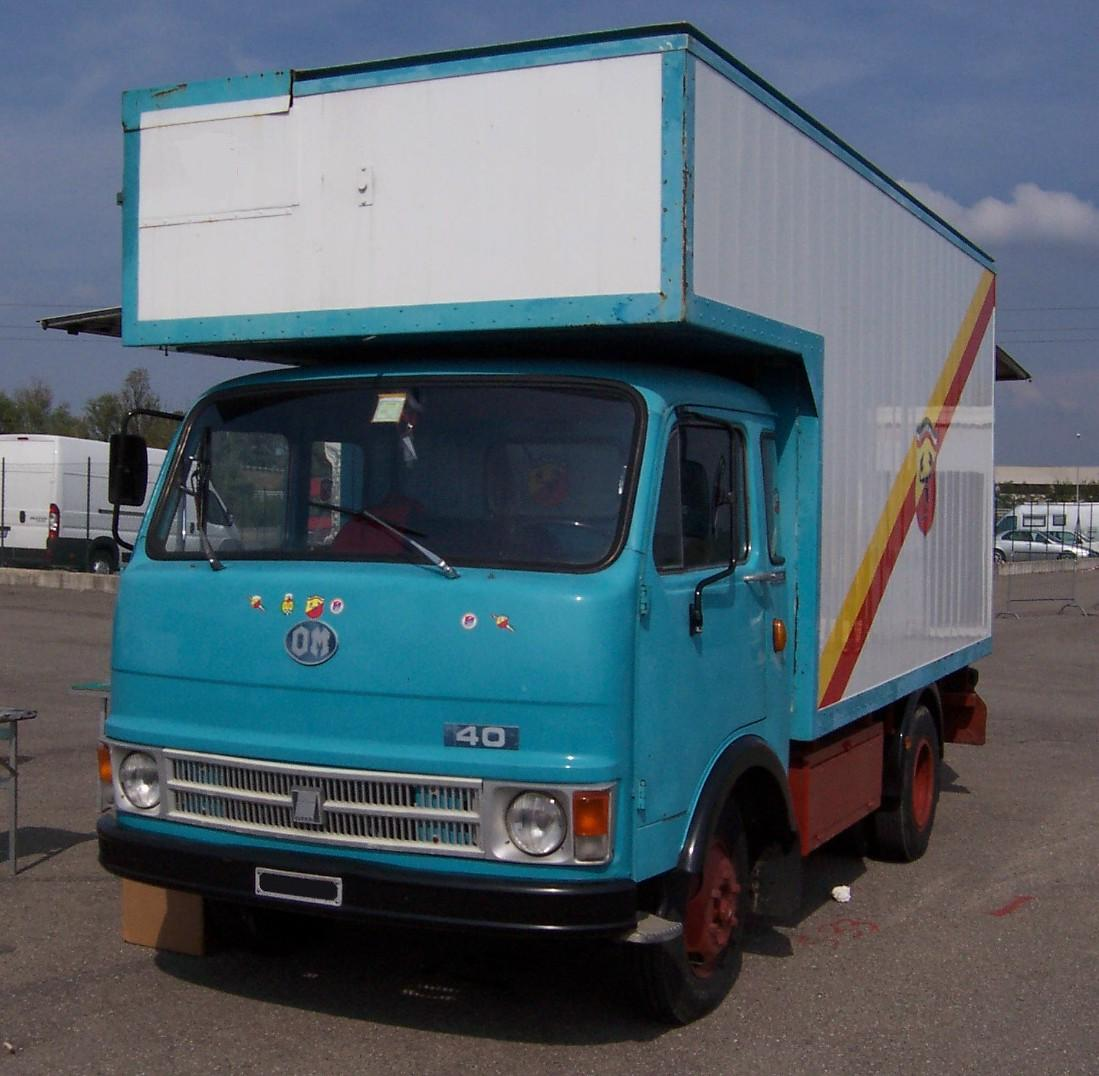
Fiat OM 35/40 2e série.

Seul le modèle Fiat OM 40 conserve l'ancienne déclinaison de cabine d'origine OM.
| Modèle        | Années de production | Type moteur  | Cylindrée | Puissance             | PTC                                    |
| ------------- | -------------------- | ------------ | --------- | --------------------- | -------------------------------------- |
| Fiat-OM 35/40 | 1972 - 1980          | Fiat 8040-02 | 3 455 cm3 | 82 ch à 3 200 tr/min  | 3,5 t / 4,0 t                          |
| Zastava 635   | 1973 - 1987          | Fiat 8040-02 | 3 455 cm3 | 82 ch à 3 200 tr/min  | 3,5 t / 4,0 t                          |
| Fiat OM 50    | 1972 - 1974          | Fiat 8040-02 | 3 455 cm3 | 82 ch à 3 200 tr/min  | 4,9 t                                  |
| Fiat OM 55    | 1972 - 1976          | Fiat 8040-02 | 3 455 cm3 | 82 ch à 3 200 tr/min  | 5,65 t                                 |
| Fiat OM 65    | 1972 - 1976          | OM CO 3/41   | 4 562 cm3 | 90 ch à 2 400 tr/min  | 6,5 t version 5,99 t pour l'Allemagne  |
| Fiat OM 70    | 1972 - 1976          | OM CO 3/41   | 4 562 cm3 | 90 ch à 2 400 tr/min  | 7,0 t                                  |
| Fiat OM 75    | 1972 - 1976          | OM CO 3/41   | 4 562 cm3 | 90 ch à 2 400 tr/min  | 7,5 t                                  |
| Fiat OM 80    | 1972 - 1976          | Fiat 8060-02 | 5 183 cm3 | 122 ch à 3 200 tr/min | 8,15 t version 5,99 t pour l'Allemagne |
| Fiat OM 90    | 1972 - 1976          | Fiat 8060-02 | 5 183 cm3 | 122 ch à 3 200 tr/min | 9,0 t                                  |
| Fiat OM 100   | 1973 - 1976          | Fiat 8060-02 | 5 183 cm3 | 122 ch à 3 200 tr/min | 10,0 t                                 |

## Versions autobus
Cette série a aussi servi de base à la réalisation d'autobus de type midi :
| Modèle      | Type                                | Années de production | Type moteur | Puissance | PTC   | Nb places |
| ----------- | ----------------------------------- | -------------------- | ----------- | --------- | ----- | --------- |
| Fiat-OM 50N | ex-OM Lupetto 25                    | 1972 - 1974          | 8040 .02    | 81,5 ch   | 4,9 t | 20/25     |
| 55 N        | ex-OM Lupetto 27                    | 1973 - 1976          | 8040 .02    | 81,5 ch   | 5,6 t | 20/25     |
| 65 N        | ex-OM Leoncino 30 - Version < 6 t   | 1973 - 1976          | CO 3 /41    | 90 ch     | 6,0 t | 20/25     |
| 65 N        | ex-OM Leoncino 35                   | 1973 - 1976          | CO 3 /41    | 90 ch     | 6,5 t | 20/25     |
| 75 N        | ex-OM Daino 45                      | 1973 - 1976          | CO 3 /41    | 90 ch     | 7,5 t | 25        |
| 80 N        | ex-OM Tigrotto 50 - Version < 7,5 t | 1972 - 1976          | 8060 .02    | 122 ch    | 7,5 t | 30        |
| 80 N        | ex-OM Tigrotto 50 - et ex-Fiat 645  | 1972 - 1976          | 8060 .02    | 122 ch    | 8,2 t | 30        |

La série « X » a été remplacée par la gamme Fiat-OM série « Z » ou Zeta qui reprendra les mêmes cabines légèrement restylées.